# Vierer (Rudern)
Vierer ist im Rudersport die generische Bezeichnung für alle Ruderboote, in denen vier Sportler rudern. Steuerleute werden dabei nicht mitgezählt. Als Mannschaftsboot gehört der Vierer ebenso wie der Achter zu den Großbooten, während Einer und Zweier als Kleinboote bezeichnet werden.
Der Vierer kann in sehr verschiedenen Konfigurationen (Bootsklassen) gebaut und gerudert werden, woraus entsprechend unterschiedliche typische Nutzungsszenarien folgen. 

## Rennrudern

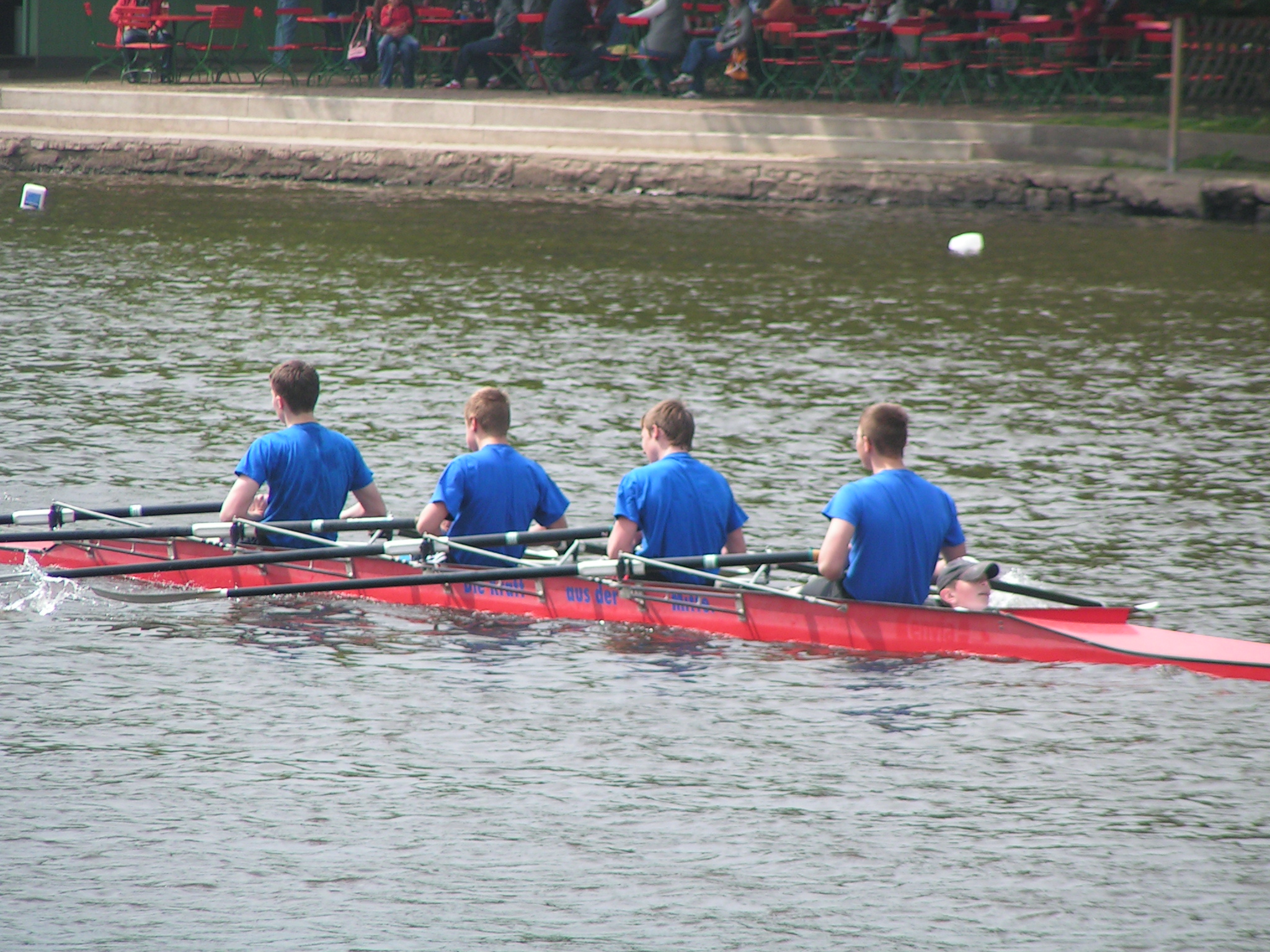
Doppelvierer mit vorn liegendem Steuermann

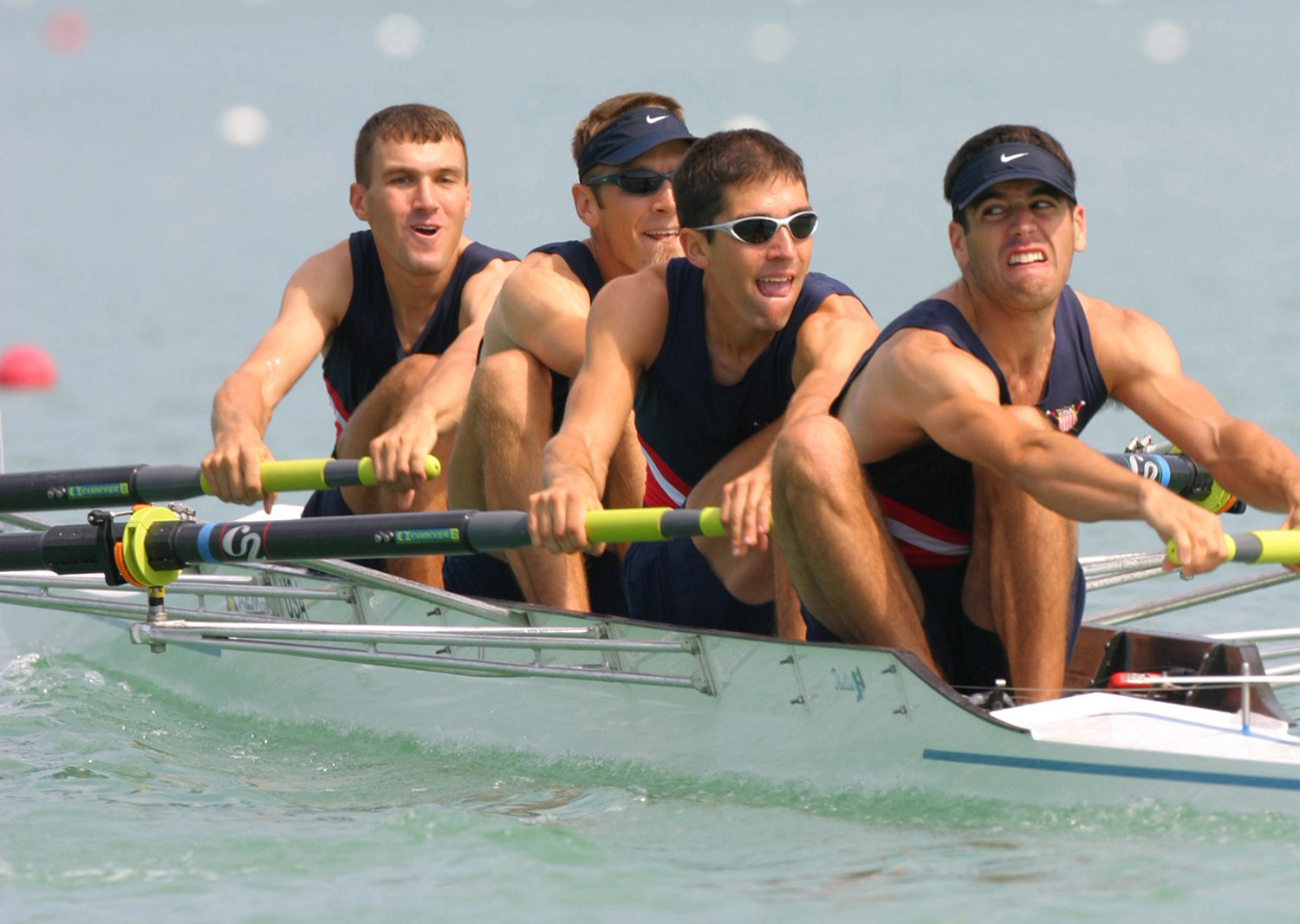
Vierer ohne Steuermann

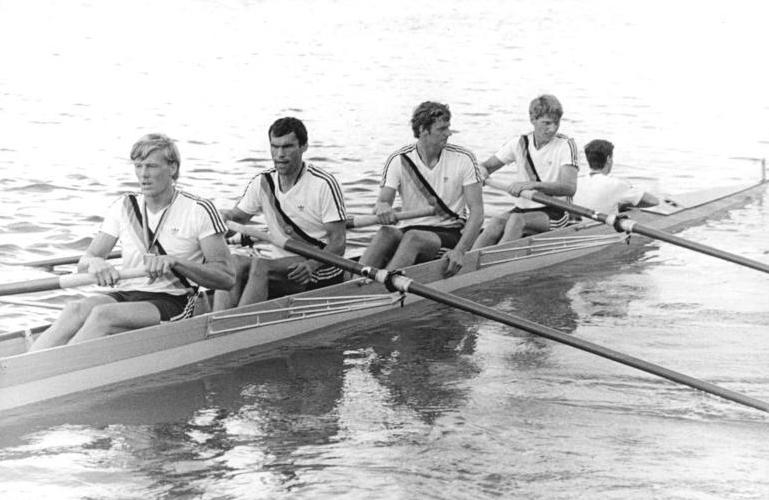
Vierer mit Steuermann

Beim Regattarudern werden heute vorwiegend Rennruderboote ohne Steuermann eingesetzt. Viele Bootsklassen sind auch als Leichtgewichtsklassen verbreitet. Wichtig im olympischen Programm und bei Ruder-Weltmeisterschaften sind insbesondere:
- Doppelvierer (4x): International ausgefahrene Skull-Bootsklasse; nach dem Achter die zweitschnellste Bootsklasse im Rudersport.
- Doppelvierer mit Steuermann (4x+): In den 1970er- und 1980er-Jahren im Frauen-Bereich internationale Bootsklasse. Heute vor allem im Kinder- (bis 14 Jahre) und Junioren-B-Bereich (15-/16-Jährige) sowie im Schulrudern als Ausbildungsboot genutzt.
- Vierer ohne Steuermann, auch Vierer-ohne genannt (4-): International ausgefahrene Riemen-Bootsklasse; da kein Steuermann an Bord ist, wird das Boot mit einem Fußsteuer von einem der Ruderer manövriert.
- Leichtgewichts-Vierer ohne Steuermann (L4-): Im Männerbereich ebenfalls international ausgefahren; Das Boot selbst ist identisch zum Vierer ohne Steuermann, die Mannschaftsmitglieder müssen allerdings zusätzlich die Bestimmungen zum Leichtgewichtsrudern einhalten.
- Vierer mit Steuermann, auch Vierer-mit genannt (4+): Ehemals olympische Riemen-Bootsklasse; Heute noch bedeutend im Jugend- und U23-Bereich sowie beim Pararudern.

## Wanderrudern
Beim Freizeit- und Wanderrudern steht die Bootsgeschwindigkeit weniger im Fokus, weshalb seltener oder gar nicht Rennboote eingesetzt werden. Gigruderboote sind stattdessen bauartbedingt einfacher zu rudern, robuster in der Handhabung, praktischer in der Nutzung und meist auch etwas kostengünstiger zu bekommen.
- Gig-Doppelvierer mit Steuermann (G4x+) und Gig-Vierer mit Steuermann (G4+): Lagestabile und robuste Boote, die auch mit unerfahreneren Ruderern besetzt werden können und über Stauraum für Gepäck und Verpflegung verfügen. Die gleichen Bootstypen werden auch in der Ruderausbildung genutzt.

## Ruderausbildung
Bei der Ausbildung von Ruderanfängern spielt die Lagestabilität des Bootes eine große Rolle, um Kenterungen zu vermeiden. Deshalb werden hier zunächst ausschließlich Gigruderboote (als Vierer) eingesetzt.
- Gig-Doppelvierer mit Steuermann (G4x+): Lagestabile Skull-Ausbildungsbootsklasse; Der Platz des Steuermannes befindet sich im Heck des Bootes, so dass er die Ruderer sehen und anleiten kann. Häufig kann der Steuermann auch während des Ruderns an seinem Platz stehen und so besser die Ruderbewegung der Mannschaftsmitglieder beobachten.
- Gig-Vierer mit Steuermann (G4+): Wie der Gig-Doppelvierer, allerdings als Riemen-Bootsklasse. Diese Bootsklasse eignet sich zum Erlernen der Riementechnik, nachdem die Skulltechnik beherrscht wird.